# 23. leden
23. leden je 23. den roku podle gregoriánského kalendáře. Do konce roku zbývá 342 dní (343 v přestupném roce). Svátek má Zdeněk.

## Události

### Česko
- 1179 – U Loděnic proběhla vítězná bitva selského knížete Soběslava II. nad císařem Fridrichem I.
- 1849 – Byla založena Vysoká škola báňská – Technická univerzita Ostrava.
- 1890 – Byla založena Česká akademie věd a umění (dnešní AV ČR).
- 1919 – Začala v rámci Československo-polského sporu o Těšínsko tzv. sedmidenní válka.
- 1944 – Byla založena Česká liga proti bolševismu.
- 1979 – Byla vyhlášena CHKO Křivoklátsko.
- 1990 – Návrh prezidenta republiky Václava Havla na změnu názvu Československé socialistické republiky pouhým vypuštěním slova „socialistická“ rozpoutal několikaměsíční spory českých a slovenských politiků, zvaný Pomlčková válka.

### Svět
- 1556 – Nejničivější zemětřesení v historii v čínském Šen-si. Silné otřesy srovnaly se zemí 98 okresů a 8 provincií střední Číny. Trosky byly na ploše 500 čtverečních mílí a odhadovaná ztráta na životech se odhaduje na 830 000 lidí.
- 1570 – Zavražděním vévody Moray, regenta Skotska, začala občanská válka ve Skotsku.
- 1571 – Královna Alžběta I. slavnostně otevřela londýnskou Královskou burzu.
- 1579 – Vytvořením Utrechtské unie se sjednotilo 7 protestantských provincií Nizozemska proti Španělsku.
- 1719 – Lichtenštejnsko bylo povýšeno na říšské knížectví.
- 1793 – Rusko a Prusko uzavřely dohodu o druhém dělení Polska.
- 1843 – Jakub Kryštof Rad získal patent na kostkový cukr.
- 1870 – Při Mariaském masakru v Montaně U.S. kavalérie zabila 173 Indiánů, mezi nimi mnoho žen a dětí.
- 1928 – Norský král prohlásil Bouvetův ostrov za norské teritorium.
- 1934 – Francouzský archeolog André Parrot identifikoval ve východní Sýrii zříceniny sumerského města Mari.
- 1943 – Britové obsadili Tripolis v Libyi.
- 1950 – Izraelský parlament proklamoval Jeruzalém za hlavní město země.
- 1960 – Don Walsh a Jacques Piccard se v batyskafu Trieste potopili na dno Marianského příkopu.
- 1973 – Doško k erupci sopky Eldfell na islandském ostrově Heimaey.
- 1996 – Byla publikována první verze programovacího jazyka Java.
- 1997 – Madeleine Albrightová se stala první ženou ve funkci ministra zahraničních věcí Spojených států amerických.
- 2002 – Článek v deníku Gazeta Wyborcza odstartoval aféru lovců kůží.
- 2010 – Hope for Haiti Now: A Global Benefit for Earthquake Relief – benefiční koncert na pomoc obětem zemětřesení na Haiti.

## Narození

### Česko

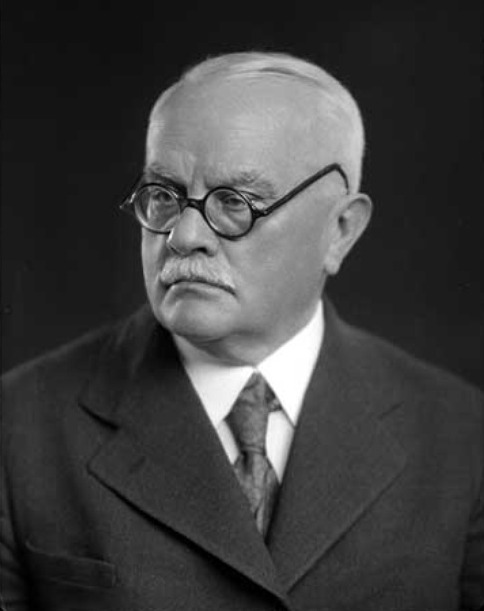
Jiří Stanislav Guth-Jarkovský (* 1861)

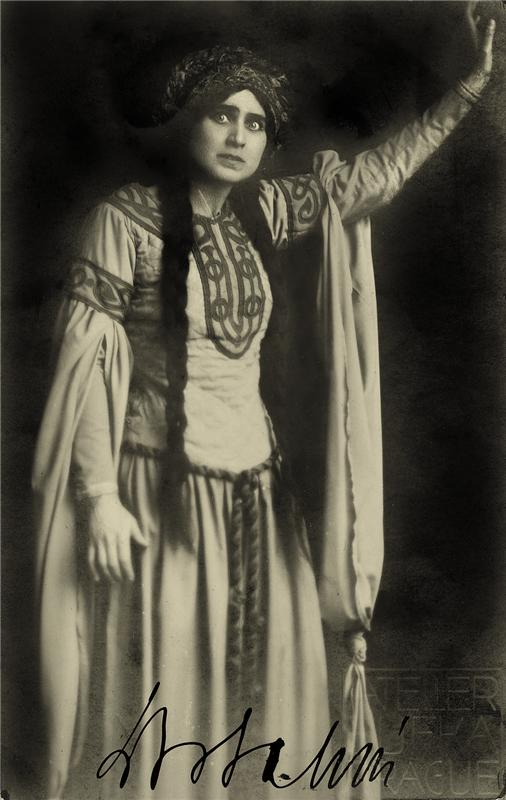
Leopolda Dostalová (* 1879)

- 1802 – Augustin Pavel Wahala, litoměřický biskup († 10. září 1877)
- 1815 – Jiří Macourek, český fagotista a hudební skladatel († po roce 1863)
- 1818 – Karel Drahotín Villani, český liberální politik a básník († 24. března 1883)
- 1846 – Jiří Bittner, český herec († 6. května 1903)
- 1861
  - Jiří Stanislav Guth-Jarkovský, český propagátor sportu († 8. ledna 1943)
  - František Černý, český kontrabasista a hudební skladatel († 3. září 1940)
- 1862 – Marie Pospíšilová, česká herečka († 26. května 1943)
- 1876 – Lev Winter, československý politik († 29. srpna 1935)
- 1878 – František Janeček, český konstruktér, zakladatel firmy Jawa († 4. června 1941)
- 1879 – Leopolda Dostalová, česká herečka († 27. června 1972)
- 1884 – Linka Procházková, česká malířka († 21. října 1960)
- 1891 – František Smolík, český herec († 26. ledna 1972)
- 1902 – Josef Silný, český fotbalista († 18. května 1981)
- 1904 – Theodor Schaefer, český hudební skladatel a pedagog († 19. března 1969)
- 1905 – Vladimír Maděra, profesor chemie, rektor pražské VŠCHT († 15. února 1997)
- 1915 – Josef Zeman, československý fotbalový reprezentant († 3. května 1999)
- 1920 – Ivan Slavík, básník, spisovatel, překladatel a editor († 24. prosince 2002)
- 1922 – René Roubíček, sklářský výtvarník († 29. dubna 2018)
- 1923 – Amedeo Molnár, teolog, vysokoškolský pedagog a historik († 31. ledna 1990)
- 1925 – Jan Zemánek, český řeholník, politický vězeň († 8. června 2012)
- 1927 – Miloš Máca, československý reprezentant v hodu kladivem († 27. března 1984)
- 1929 – Jan Hertl, československý fotbalový reprezentant († 14. května 1996)
- 1933
  - Emílie Tomanová, malířka a grafička († 16. března 1994)
  - Zdeněk Pičman, československý fotbalový reprezentant († 6. července 2014)
- 1936
  - František Čuba, český agronom, předseda JZD Slušovice († 28. června 2019)
  - Josef Marek, český lékař († 22. října 2019)
- 1938 – Josef Mikoláš, československý hokejový brankář († 20. března 2015)
- 1947 – Jaroslav Pánek, český historik
- 1952
  - Pavel Hůla, český houslista a hudební pedagog († 7. prosince 2021)
  - Jaroslav Pouzar, československý hokejový útočník
  - Petr Spilka, mluvčí jaderné elektrárny Dukovany a politik
- 1953
  - Ladislav Havel, český biolog a genetik, rektor Mendelovy univerzity v Brně
  - Pavel Wonka, disident, obhájce lidských práv a politický vězeň († 26. dubna 1988)
- 1954 – Michal Ambrož, český kytarista a zpěvák († 31. října 2022)
- 1955 – Jan Keller, český sociolog, ekolog a publicista
- 1957 – Lubomír Kupčík, malíř, grafik a ilustrátor
- 1968 – Petr Korda, český tenista
- 1981 – Ondřej Zamazal, český redaktor, reportér, moderátor, komentátor hokeje pro ČT
- 1986
  - Aleš Slanina, český divadelní herec, člen Městského divadla Brno
  - Tomáš Martínek, politik, obchodník
- 1989 – Vít Starý, český zpěvák, kytarista, textař a frontman kapely Mandrage

### Svět

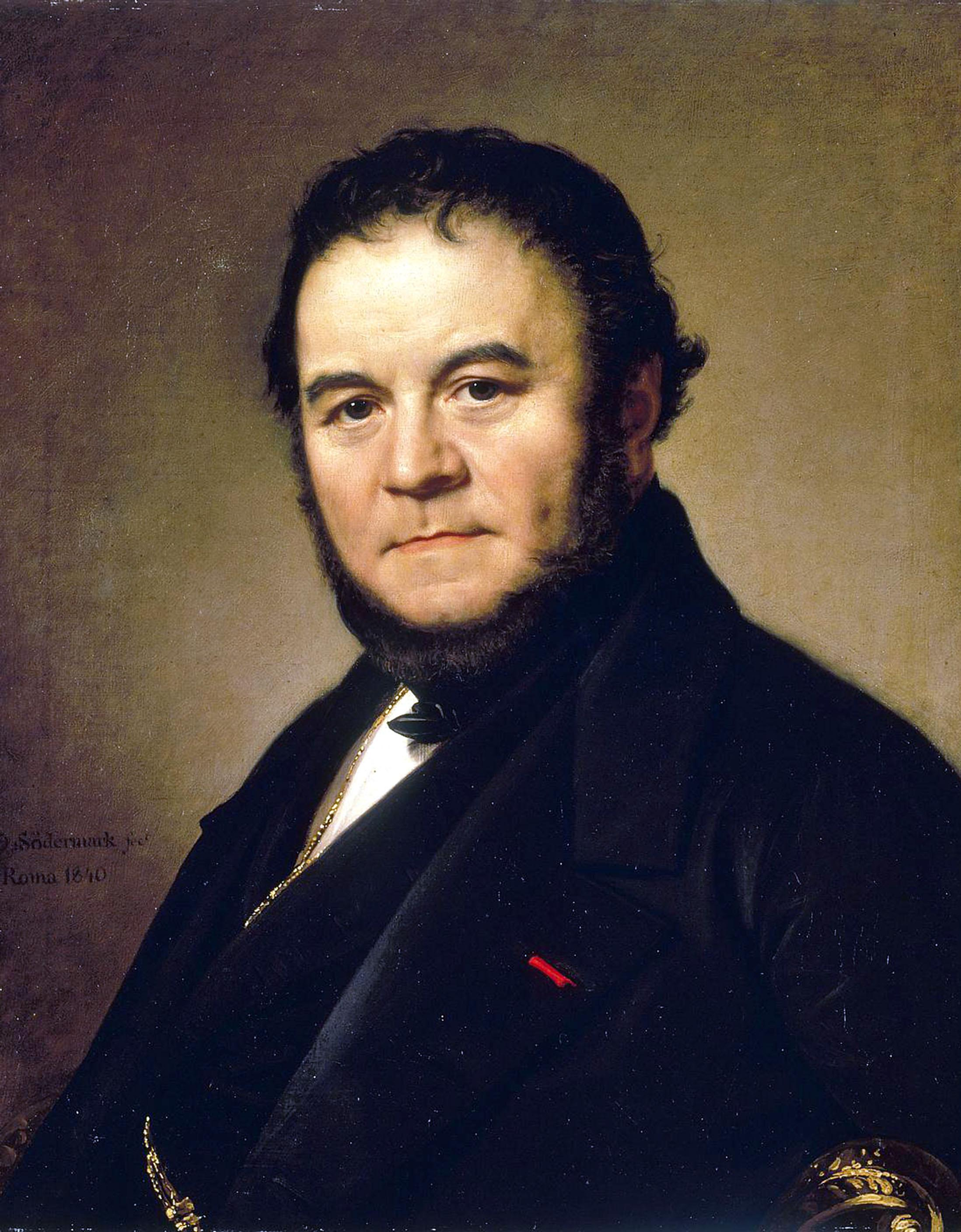
Stendhal (* 1783)

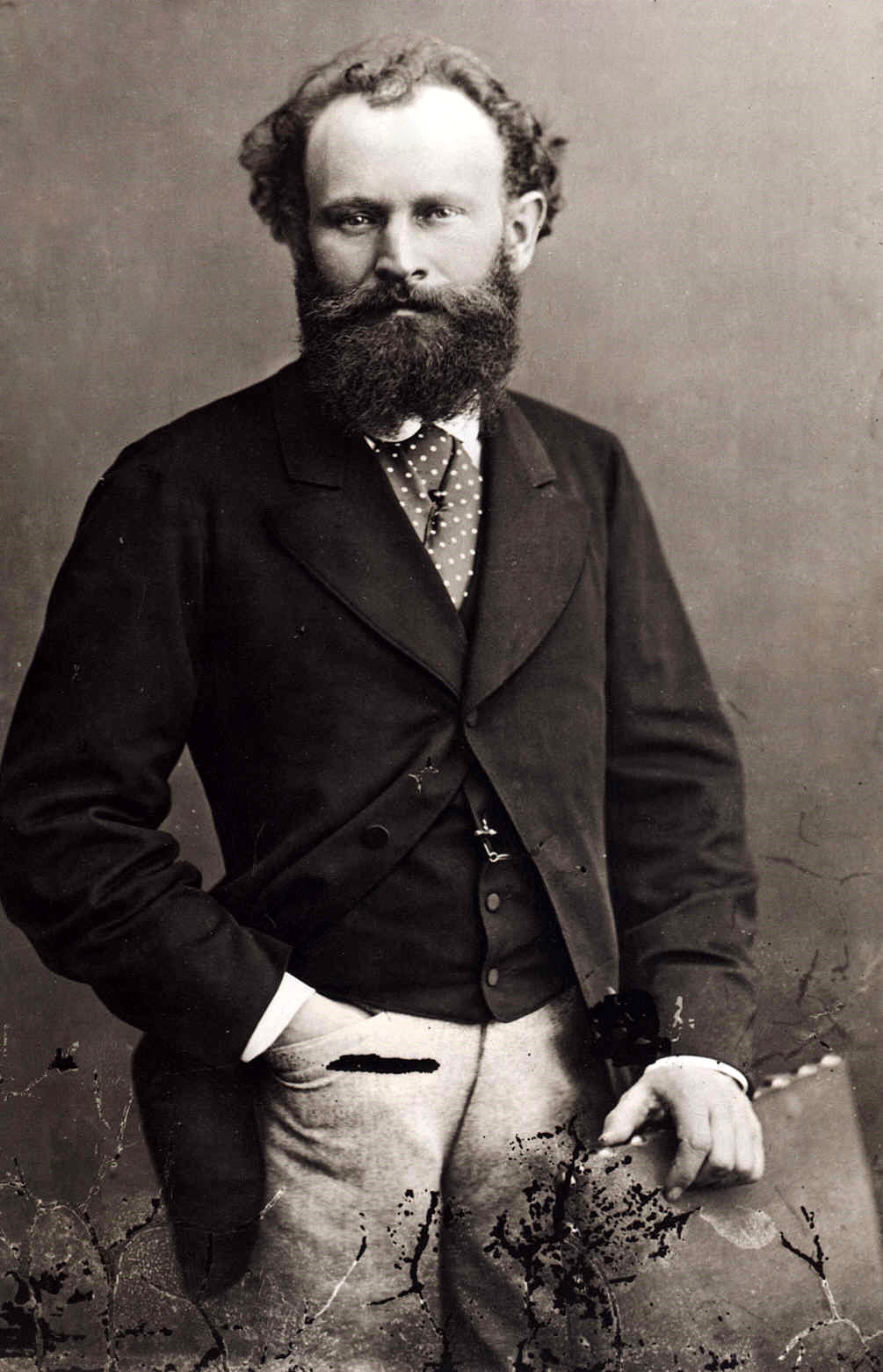
Édouard Manet (* 1832)

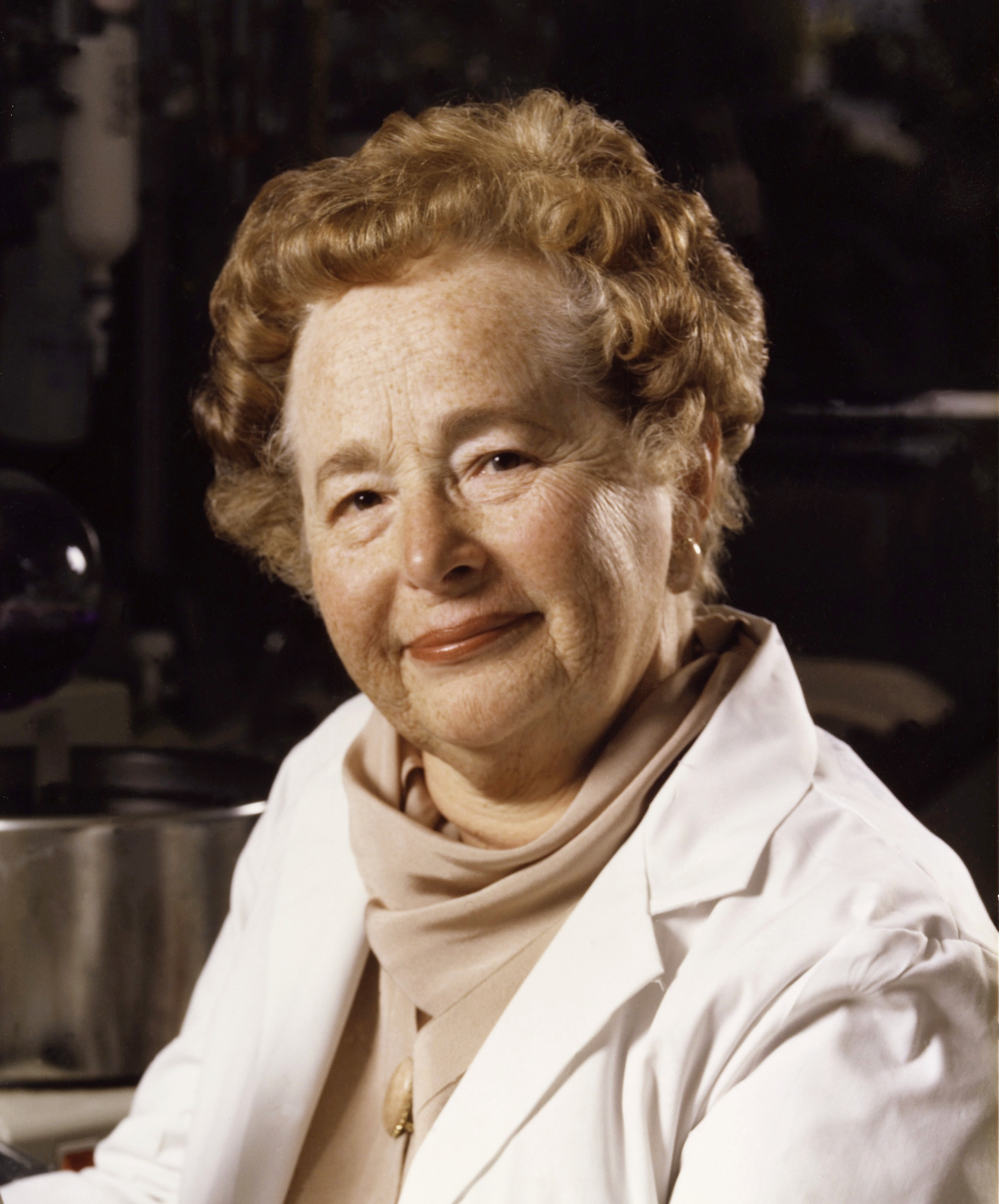
Gertrude Belle Elionová (* 1918)

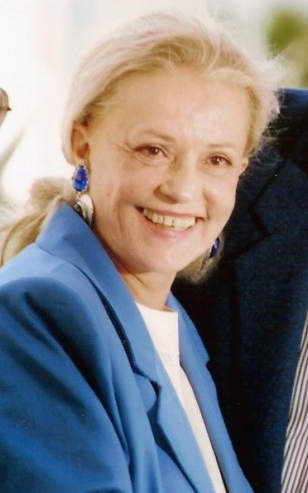
Jeanne Moreau (* 1928)

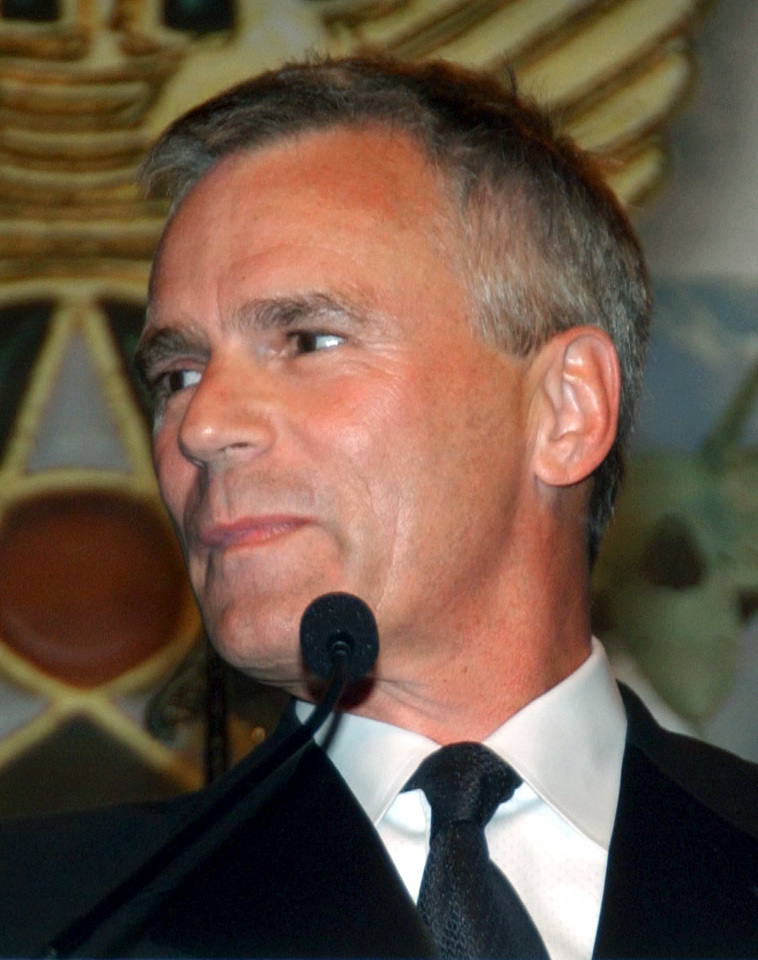
Richard Dean Anderson (* 1950)

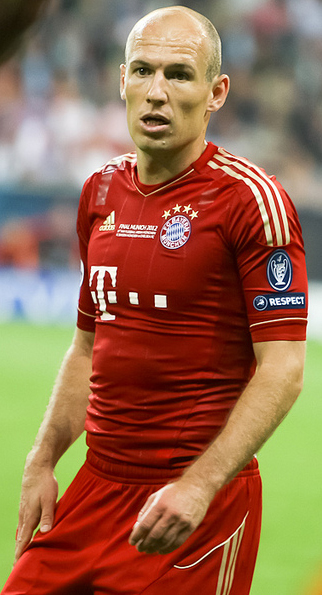
Arjen Robben (* 1984)

- 1350 – svatý Vincenc Ferrerský, španělský dominikánský mnich († 5. dubna 1419)
- 1585 – Mary Ward, anglická řeholnice, zakladatelka Kongregace Ježíšovy († 30. ledna 1645)
- 1598 – François Mansart, francouzský architekt († 23. září 1666)
- 1616 – Centurio Wiebel, malíř v Saském kurfiřtství († 9. srpna 1684)
- 1688 – Ulrika Eleonora Švédská, švédská královna († 24. listopadu 1741)
- 1719 – John Landen, anglický matematik († 15. ledna 1790)
- 1730 – Joseph Hewes, americký politik, obchodník a významný kongresman († 10. listopadu 1779)
- 1734 – Wolfgang von Kempelen, šlechtic a vynálezce († 26. března 1804)
- 1744 – Mayer Amschel Rothschild, německý židovský bankéř a podnikatel († 19. září 1812)
- 1745 – William Jessop, britský stavitel dopravních staveb († 18. listopadu 1814)
- 1751 – Jakob Michael Reinhold Lenz, německý spisovatel a básník († 4. června 1792)
- 1752 – Muzio Clementi, italský hudební skladatel († 10. března 1832)
- 1767 – Jean-Lambert Tallien, francouzský revolucionář († 16. listopadu 1820)
- 1783 – Stendhal, francouzský spisovatel († 23. března 1842)
- 1785 – Carl Adolf Agardh, švédský botanik († 28. ledna 1859)
- 1787 – Raffaele Fornari, italský kardinál († 15. června 1854)
- 1790 – Johann Jakob Heckel, rakouský zoolog a ichtyolog († 1. března 1857)
- 1799 – Alois Negrelli, italsko-rakouský stavitel mostů († 1. října 1858)
- 1814 – Alexander Cunningham, britský archeolog († 28. listopadu 1893)
- 1822 – Heinrich Brunn, německý archeolog († 23. července 1894)
- 1832 – Édouard Manet, francouzský malíř († 30. dubna 1883)
- 1838 – Svatá Marianne Cope, americká řeholnice, ošetřovatelka malomocných († 9. srpna 1918)
- 1840
  - Adalbert Horawitz, rakouský historik a filolog († 6. listopadu 1888)
  - Ernst Abbe, německý fyzik († 14. ledna 1905)
- 1844 – Paul Brousse, francouzský socialista, anarchista († 1. dubna 1912)
- 1855 – John Browning, americký konstruktér zbraní († 26. listopadu 1926)
- 1857 – Andrija Mohorovičić, chorvatský seismolog a meteorolog († 18. prosince 1936)
- 1859 – Billy the Kid, americký psanec a střelec († 14. července 1881)
- 1862 – David Hilbert, německý matematik († 14. února 1943)
- 1870
  - Edmund Wilhelm Braun, německý historik umění († 23. září 1957)
  - William G. Morgan, tvůrce volejbalu († 27. prosince 1942)
- 1871 – Ernest Rude, norský fotograf († 18. března 1948)
- 1872
  - Paul Langevin, francouzský fyzik († 19. prosince 1946)
  - Jože Plečnik, slovinský architekt († 7. ledna 1957)
- 1873 – Michail Michajlovič Prišvin, ruský přírodovědec, etnograf, zeměpisec a spisovatel († 16. ledna 1954)
- 1876 – Otto Diels, německý chemik, nositel Nobelovy ceny z roku 1950 († 7. března 1954)
- 1880 – Ernest Poole, americký spisovatel († 10. ledna 1950)
- 1883 – Adolf II. z Schaumburg-Lippe, poslední kníže německého knížectví Schaumburg-Lippe († 26. března 1936)
- 1891 – Antonio Gramsci, italský politik, publicista a marxistický filosof († 27. dubna 1937)
- 1896 – Šarlota Lucemburská, lucemburská vládnoucí velkovévodkyně († 9. července 1985)
- 1898 – Sergej Michajlovič Ejzenštejn, ruský režisér († 11. února 1948)
- 1907 – Hideki Jukawa, japonský fyzik, nositel Nobelovy ceny z roku 1949 († 8. září 1981)
- 1909 – Ester Šimerová-Martinčeková, slovenská malířka († 7. srpna 2005)
- 1910 – Django Reinhardt, belgický gypsy-jazzový kytarista († 16. května 1953)
- 1912 – Rudolf Zuber, kněz, církevní historik († 29. října 1995)
- 1915
  - Arthur Lewis, britský ekonom, Nobelova cena 1979 († 15. června 1991)
  - Herma Baumová, rakouská olympijská vítězka v hodu oštěpem († 9. února 2003)
- 1916 – David Douglas Duncan, válečný fotograf
- 1918 – Gertrude Belle Elion, americká biochemička, Nobelova cena 1988 († 21. února 1999)
- 1919
  - Millard Lampell, americký filmový a televizní scenárista, spisovatel, hudebník († 3. října 1997)
  - Hans Hass, rakouský potápěč, mořský biolog a filmař († 16. června 2013)
- 1920 – Henry Eriksson, švédský olympijský vítěz v běhu na 1500 metrů z roku 1948 († 8. ledna 2000)
- 1921 – Marija Gimbutasová, americká archeoložka († 2. února 1994)
- 1923
  - Horace Ashenfelter, americký olympijský vítěz v běhu na 3000 metrů překážek († 6. ledna 2018)
  - Walter M. Miller, americký autor science fiction († 9. ledna 1996)
  - George Gross, kanadský sportovní novinář slovenského původu († 21. března 2008)
- 1928
  - Jeanne Moreau, francouzská herečka, režisérka a zpěvačka († 31. července 2017)
  - Jozef Kočiš, slovenský historik a archivář († 4. ledna 2013)
- 1929 – John Charles Polanyi, kanadský chemik, Nobelova cena 1986
- 1930 – Derek Walcott, spisovatel z ostrovního státu Svatá Lucie, Nobelova cena za literaturu 1992 († 17. března 2017)
- 1935 – James Gordon Farrell, anglický spisovatel († 12. srpna 1979)
- 1936 – Edward C. Stone, americký vědec, astrofyzik
- 1938 – Anatolij Marčenko, ruský politický vězeň a spisovatel († 8. prosince 1986)
- 1943 – Gary Burton, americký vibrafonista
- 1944 – Rutger Hauer, nizozemský divadelní, televizní a filmový herec († 19. července 2019)
- 1946 – Boris Berezovskij, ruský matematik a podnikatel († 23. března 2013)
- 1947 – Megawati Sukarnoputri, indonéská prezidentka
- 1949 – Robert Cabana, americký kosmonaut, ředitel kosmodromu
- 1950
  - John Greaves, velšský baskytarista
  - Richard Dean Anderson, americký herec
  - Danny Federici, americký hudebník († 17. dubna 2008)
  - Bill Cunningham, americký hudebník
  - Luis Alberto Spinetta, argentinský rockový hudebník († 8. února 2012)
- 1953
  - Cathy Hopkinsová, anglická novelistka
  - Alister McGrath, britský anglikánský teolog, biofyzik
- 1957 – Caroline, hannoverská princezna, princezna monacká
- 1958 – Sergej Litvinov, sovětský olympijský vítěz v hodu kladivem († 19. února 2018)
- 1959 – Sergej Kopljakov, sovětský plavec, olympijský vítěz
- 1964 – Mariska Hargitay, americká herečka
- 1969
  - Brendan Shanahan, kanadský lední hokejista
  - Ariadna Gil, španělská herečka
- 1971 – Stanislas Merhar, francouzský herec
- 1974 – Tiffani Thiessen, americká herečka
- 1983 – Irving Saladino, panamský skokan do dálky
- 1984 – Arjen Robben, nizozemský fotbalista
- 1985 – Doutzen Kroes, nizozemská supermodelka
- 1998 – Jahseh Dwayne Ricardo Onfroy, americký rapper († 18. června 2018)

## Úmrtí

### Česko

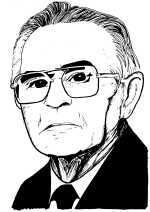
Jaroslav Foglar († 1999)

- 1604 – Jáchym Oldřich z Hradce, karlštejnský purkrabí a komorník císaře Rudolfa II. (* 24. ledna 1579)
- 1738 – Martin Kovář Javorovský, český zbojník (* 1692)
- 1776 – Josef J. Jelínek, český barokní sochař a řezbář z Kosmonos
- 1805 – Václav Pichl, český skladatel (* 25. září 1741)
- 1844 – František Pettrich, česko-německý sochař (* 29. srpna 1770)
- 1865 – Antonín Vojtěch Hnojek, kněz, národní buditel a spisovatel (* 5. prosince 1799)
- 1896 – Christian d’Elvert, moravský politik a historik (* 11. dubna 1803)
- 1911 – Alois Funke, český politik německé národnosti (* 5. ledna 1834)
- 1922 – Vincenc Strouhal, český experimentální fyzik (* 10. dubna 1850)
- 1931
  - Eduard Peck, kulturní pracovník valašský (* 10. října 1857)
  - August Rohling, rakouský katolický teolog a antisemita (* 15. března 1839)
- 1934 – Alois Špera, československý politik (* 17. února 1869)
- 1937 – Josef Pekař, český historik (* 12. dubna 1870)
- 1940 – Rudolf Bergman, československý politik (* 15. července 1876)
- 1943 – František Janoušek, malíř (* 6. května 1890)
- 1956 – Daniel Swarovski, umělecký sklář (* 24. října 1862)
- 1965 – Jaroslav Janko, český matematik (* 3. prosince 1893)
- 1969 – Jaroslav Křička, hudební skladatel a dirigent (* 27. srpna 1882)
- 1981 – Miroslav Sedlák, sociálně-demokratický a exilový politik (* 15. dubna 1913)
- 1989 – Vilém Hejl, prozaik, scenárista a překladatel (* 24. září 1934)
- 1997 – Alois Hudec, český Sokol, gymnasta, olympijský vítěz 1936 (* 12. ledna 1908)
- 1999 – Jaroslav Foglar, český spisovatel (* 6. července 1907)
- 2005
  - Jiřina Třebická, česká herečka a tanečnice (* 1. listopadu 1930)
  - Jan Novotný, sklářský výtvarník a malíř (* 17. června 1929)
- 2008
  - Jiří Brauner, děkan Vysokého učení technického v Brně (* 9. ledna 1905)
  - Miroslav Plavec, český astronom (* 7. října 1925)
- 2010 – Zora Rozsypalová, česká herečka (* 3. září 1922)
- 2011
  - Miroslav Řepiský, organizátor hasičského hnutí (* 10. června 1924)
  - Luboš Holý, folklórní zpěvák moravských lidových písní (* 21. října 1930)
- 2012
  - Zoe Hauptová, česká slavistka (* 9. února 1929)
  - Miloš Pojar, český spisovatel, historik a diplomat (* 8. dubna 1940)
- 2013 – Alex Koenigsmark, český spisovatel, dramatik a scenárista (* 27. května 1944)
- 2022 – Radan Dolejš, scenárista, hudebník, historik a dramaturg (* 9. dubna 1964)

### Svět

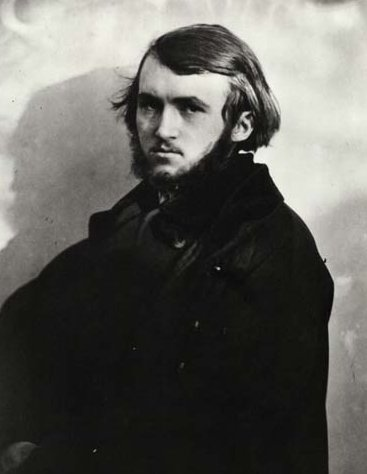
Gustave Doré († 1931)

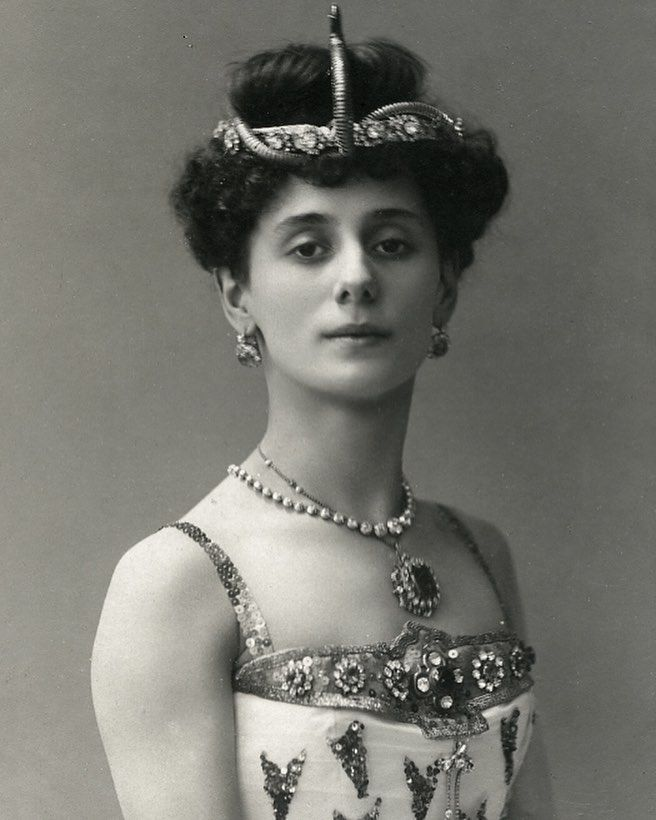
Anna Pavlova († 1931)

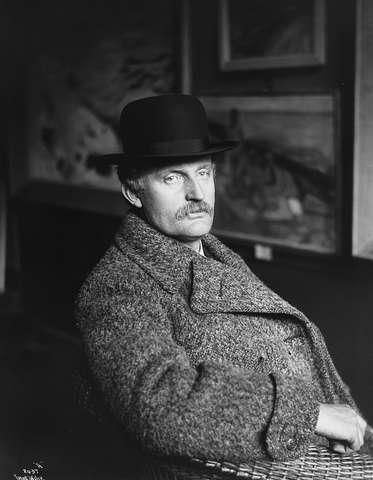
Edvard Munch († 1944)

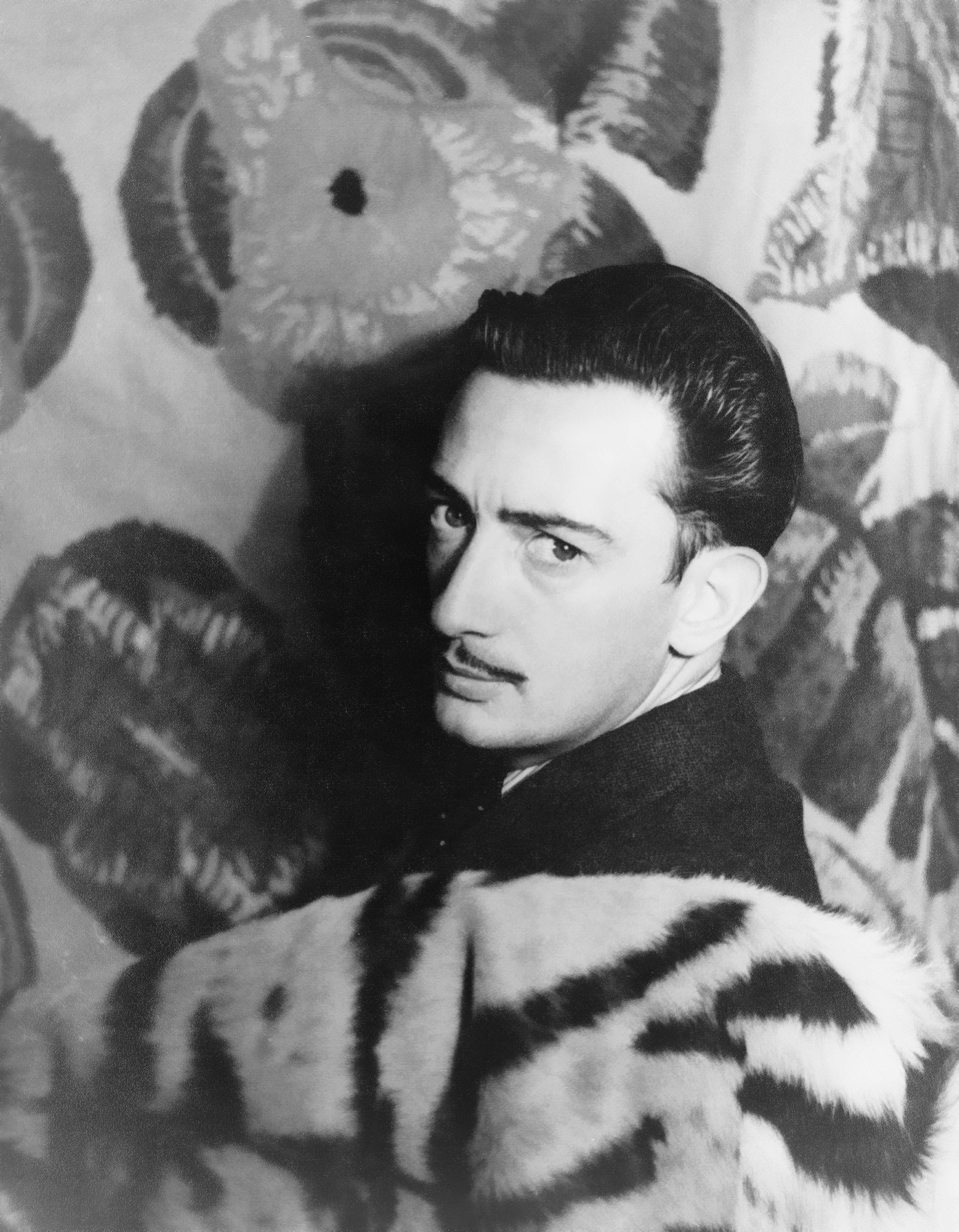
Salvador Dalí († 1989)

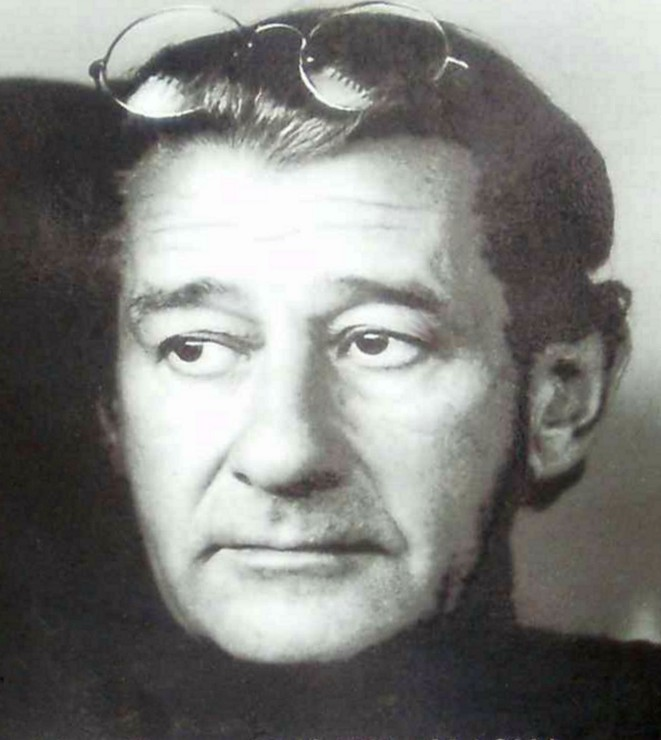
Helmut Newton († 2004)

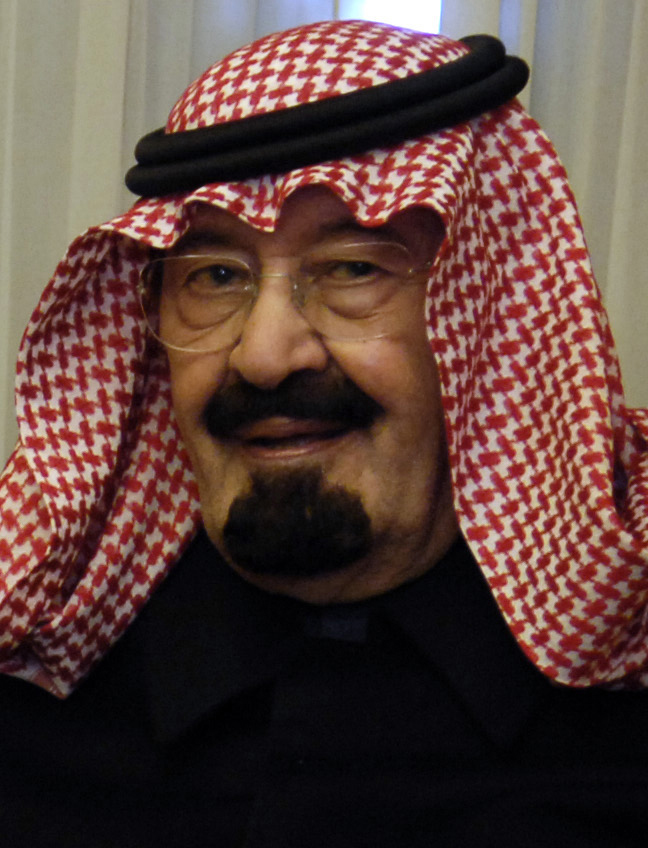
Abd Alláh bin Abd al-Azíz († 2015)

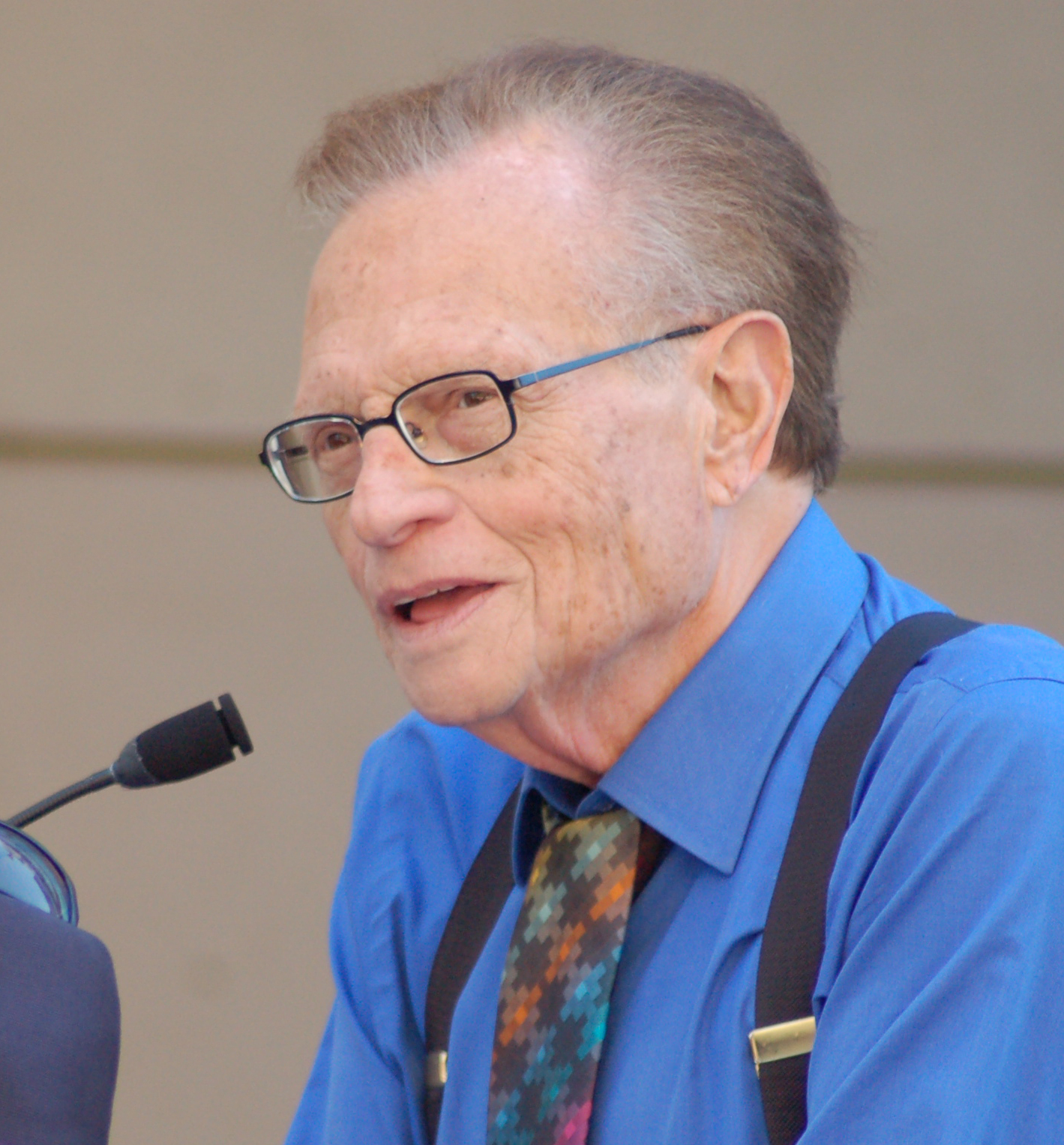
Larry King († 2021)

- 1002 – Ota III., císař Svaté říše římské (* 980)
- 1516 – Ferdinand II. Aragonský, král sicilský a aragonský, sjednotitel Španělska (* 10. března 1452)
- 1698 – Arnošt August Brunšvicko-Lüneburský, hannoverský kurfiřt, otec britského krále Jiřího I. (* 20. listopadu 1629)
- 1744 – Giambattista Vico, italský filosof (23. června 1668)
- 1747 – Pattee Byng, 2. vikomt Torrington, britský politik a šlechtic (* 25. května 1699)
- 1750 – Ludovico Antonio Muratori, italský katolický kněz,historik (* 21. října 1672)
- 1766 – William Caslon, anglický puškař, typograf a grafický designér (* 1692)
- 1770 – Marie Terezie Habsbursko-Lotrinská, dcera císaře Josefa II. (* 20. března 1762)
- 1789 – John Cleland, anglický spisovatel, autor prvního pornografického románu (* 24. září 1709)
- 1806 – William Pitt, britský politik (* 28. května 1759)
- 1810 – Johann Wilhelm Ritter, německý chemik a fyzik (* 16. prosince 1776)
- 1820 – Eduard August Hannoverský, vévoda z Kentu a Strathearnu, syn krále Jiřího III. (* 2. listopadu 1767)
- 1837 – John Field, irský hudební skladatel, klavírista a hudební pedagog (* 26. července 1782)
- 1871 – Friedrich Anton Wilhelm Miquel, německo-nizozemský botanik (* 24. října 1811)
- 1875 – Charles Kingsley, anglikánský kněz, historik a spisovatel (* 12. června 1819)
- 1876 – Jonáš Záborský, slovenský duchovní, básník a spisovatel (* 3. února 1812)
- 1882 – Karl Maria Kertbeny, maďarský spisovatel cestopisů, pamětí a literatury faktu (* 28. února 1824)
- 1883 – Paul Gustave Doré, francouzský malíř a grafik (* 6. ledna 1832)
- 1889 – Alexandre Cabanel, francouzský malíř (* 28. září 1823)
- 1891
  - Ján Šimor, ostřihomský arcibiskup, uherský primas a kardinál (* 23. srpna 1813)
  - Friedrich von Schmidt, rakouský architekt (* 22. října 1825)
- 1894 – Carlos Relvas, portugalský fotograf (* 13. listopadu 1838)
- 1921 – Mykola Leontovyč, ukrajinský hudební skladatel (* 13. prosince 1877)
- 1922 – Arthur Nikisch, maďarský dirigent (* 12. října 1855)
- 1923 – Max Nordau, maďarský sionistický vůdce, lékař a spisovatel (* 29. července 1849)
- 1927 – Hilma Angered Strandberg, švédská spisovatelka (* 10. června 1855)
- 1930 – Hippolyte Sebert, francouzský generál, vědec a esperantista (* 30. ledna 1839)
- 1931
  - Anna Pavlovna Pavlovová, ruská tanečnice (* 12. února 1881)
  - Ernst Seidler von Feuchtenegg, předseda vlád Předlitavska (* 5. června 1862)
- 1935 – Richard Sheldon, americký olympijský vítěz ve vrhu koulí (* 9. července 1878)
- 1938 – Albertson Van Zo Post, kubánský šermíř, dvojnásobný olympijský vítěz v roce 1904 (* 1866)
- 1939 – Matthias Sindelar, rakouský fotbalista (* 10. února 1903)
- 1941 – Pavel Socháň, slovenský malíř, fotograf, etnograf, dramatik (* 6. června 1862)
- 1942 – Josef Škalda, český voják a odbojář (* 15. srpna 1894)
- 1944 – Edvard Munch, norský malíř (* 12. prosince 1863)
- 1945 – Helmuth James von Moltke, německý právník a odpůrce nacistického režimu (* 11. března 1907)
- 1947 – Pierre Bonnard, francouzský malíř, představitel postimpresionismu (* 3. října 1867)
- 1953 – Arnošt August Brunšvický, poslední brunšvický vévoda (* 17. listopadu 1887)
- 1963 – Józef Gosławski, polský sochař a medailér (* 24. dubna 1908)
- 1969 – Sándor Bauer, maďarský učeň, který se upálil na protest proti sovětské okupaci (* 28. února 1952)
- 1972 – Big Maybelle, americká zpěvačka (* 1. května 1924)
- 1976 – Paul Robeson, americký herec, sportovec, zpěvák a spisovatel (* 9. dubna 1898)
- 1981
  - Samuel Barber, americký hudební skladatel (* 19. března 1910)
  - Roman Ruděnko, generální prokurátor SSSR (* 30. července 1907)
- 1986 – Joseph Beuys, německý performer, sochař, malíř, estetik, filozof a teoretik umění (* 12. května 1921)
- 1988 – Charles Glen King, americký biochemik (* 22. října 1896)
- 1989 – Salvador Dalí, katalánský malíř (* 11. května 1904)
- 1991 – Northrop Frye, kanadský literární kritik (* 14. července 1912)
- 2001
  - Ilja Afroimovič Turičin, ruský sovětský novinář a spisovatel (* 27. ledna 1921)
  - Jack McDuff, americký jazzový varhaník a zpěvák (* 17. září 1926)
- 2002
  - Robert Nozick, americký filozof a politolog (* 16. listopadu 1938)
  - Pierre Bourdieu, francouzský sociolog (* 1. srpna 1930)
- 2004 – Helmut Newton, německý fotograf (* 31. října 1920)
- 2005 – Johnny Carson, americký komik (* 23. října 1925)
- 2007 – Ryszard Kapuściński, polský reportér, novinář a publicista (* 4. března 1932)
- 2009 – Jozef Kuchár, slovenský herec a operní pěvec (* 15. září 1928)
- 2012 – Per Odeltorp, švédský baskytarista a zpěvák (* 19. listopadu 1948)
- 2013 – Józef Glemp, polský kardinál (* 18. prosince 1929)
- 2014 – Riz Ortolani, italský filmový hudební skladatel (* 25. března 1931)
- 2015 – Abd Alláh bin Abd al-Azíz, král Saúdské Arábie (* 1. srpna 1924)
- 2021 – Larry King, americký moderátor a fundraiser (* 19. listopad 1933)

## Svátky

### Česko
- Zdeněk, Zdeslav, Zdík
- Bertram
- Raimund, Ramon
- Sidonius, Sidon

### Svět
- Slovensko: Miloš
- Lucembursko: Narozeniny vévodkyně

### Liturgický kalendář
- Sv. Ildefons

## Pranostiky
- Na zasnoubení Panny Marie zima největší je.
- Je-li na zasnoubení Panny Marie na stromech jinovatka, bude vlhký rok.

| 23. leden v pražském KlementinuÚdaje jsou platné k 8. 7. 2025. | 23. leden v pražském KlementinuÚdaje jsou platné k 8. 7. 2025. | 23. leden v pražském KlementinuÚdaje jsou platné k 8. 7. 2025. |
| minimum                                                        | denní průměr                                                   | maximum                                                        |
| -------------------------------------------------------------- | -------------------------------------------------------------- | -------------------------------------------------------------- |
| −26,5 °C (1850)                                                | 1,5 °C (od 1961)                                               | 13,4 °C (1993)                                                 |